# Clay Hardmann de Araújo
Clay Hardman de Araújo (Riachuelo, Sergipe, 26 de junho de 1924) é um político brasileiro.
Filho de Aristides Antônio de Araújo e de Corina Hardman de Araújo. Casou em primeiras núpcias com Maria Júlia Assunção Muylaert, com quem teve três filhos. Do seu segundo casamento com Fernanda Plata Bondim teve dois filhos.
Radicado no Rio Grande do Sul, foi secretário estadual de Habitação e Trabalho durante todo o governo de Leonel Brizola (1959-1963). Em outubro de 1962 foi eleito deputado federal pelo Rio Grande do Sul, pelo Partido Trabalhista Brasileiro (PTB). Iniciou seu mandato em fevereiro de 1963, e teve seu mandato cassado e seus direitos políticos suspensos por dez anos (7 de maio de 1964) com base no Ato Institucional Número Um.